# Maybach HL 230 P30
Maybach HL 230 P30 var en bensinmotor som konstruerades av Maybach-Motorenbau GmbH och användes av tyska armén i dess tyngre stridsvagnar.
Totalt byggdes cirka 7 000 motorer

## Användes i[2]
- Sd.Kfz. 171 Panther
- Sd.Kfz. 173 Jagdpanther
- Sd.Kfz. 182 Tiger II
- Sd.Kfz. 186 Jagdtiger

Motorn användes även i prototyper för modeller som inte hann komma till användning under andra världskriget, till exempel Panther II och E-50.